# Sephiroth

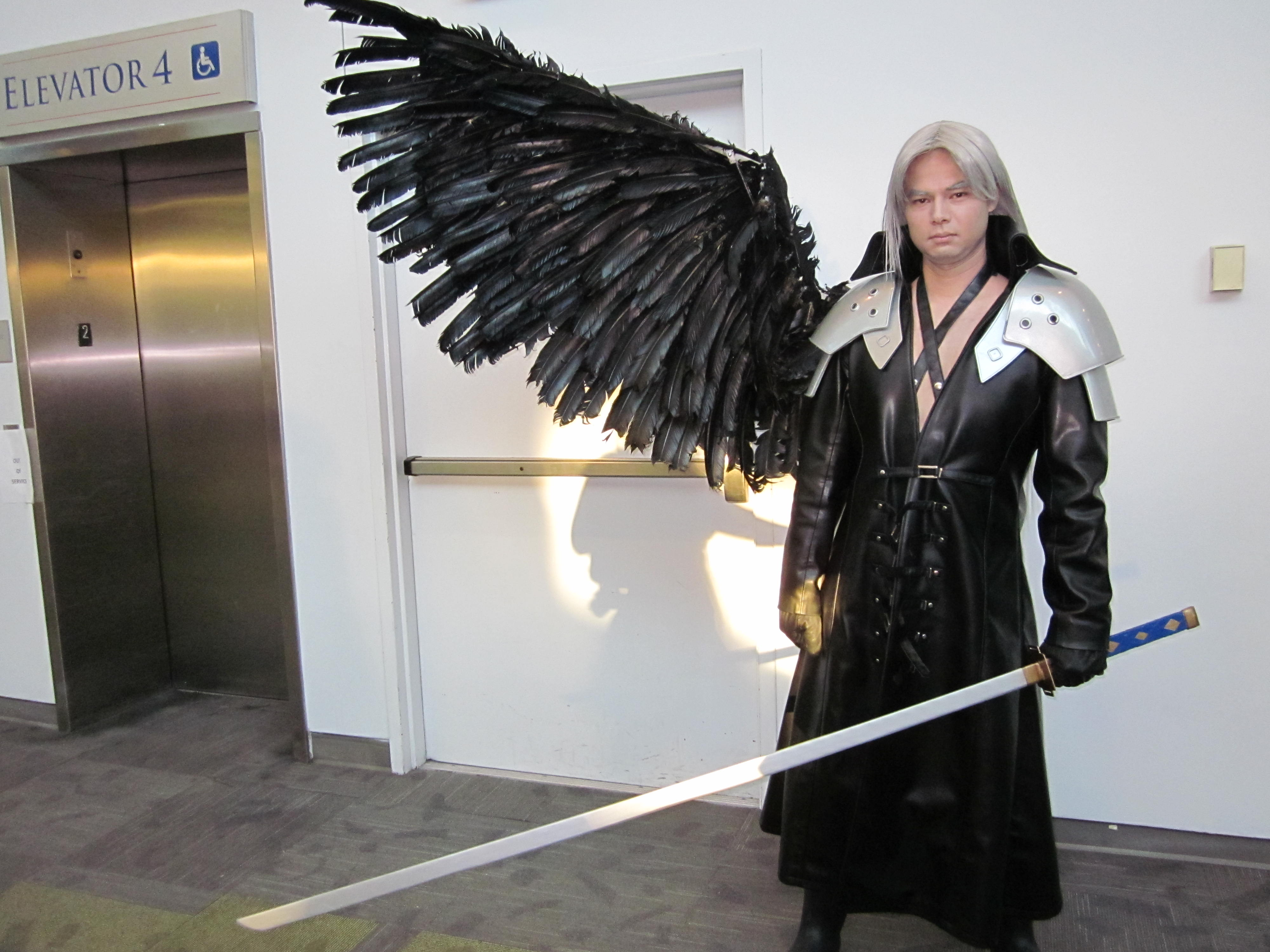
Cosplay Sephirotha z gry Final Fantsy VII na FanimeCon 2010 w San Jose, Kalifornia.

Sephiroth (jap.セフィロス, Sefirosu), postać fikcyjna, bohater gier RPG Square Final Fantasy VII na PlayStation, Crisis Core: Final Fantasy VII i Dissidia Final Fantasy na PSP, gry Kingdom Hearts i Kingdom Hearts 2 na PlayStation 2 oraz filmów Final Fantasy VII: Advent Children i Last Order: Final Fantasy VII.

## Final Fantasy VII
Sephiroth jest bardzo tajemniczy. O sobie mówi niewiele i są to prawdopodobnie informacje nieprawdziwe. Sam mówi, że jego matką jest Jenova, jednak według słów Vincenta i nie tylko (także Hojo to potwierdza) jego matką jest Lucrecia, a ojcem Hojo (w organizacji SOLDIERS znany jako Loken). Według innych wersji istnieje także możliwość, że ojcem Sephirotha może być nie Hojo, lecz Vincent Valentine (lecz jest to jednak mniej prawdopodobna wersja). Profesor Gast, prowadząc badania nad Jenovą wszczepił Lucrecii, gdy była w ciąży, komórki Jenovy, chcąc stworzyć nadczłowieka i tak narodził się Sephiroth.
Sephiroth został stworzony poprzez stosowanie komórek Jenovy, był pierwszym (w zasadzie drugim - prototypem był Genesis) i najsilniejszym superżołnierzem. Od urodzenia wychowywany jako żołnierz. Na podstawie badań na nim zostają zmodyfikowani pierwsi członkowie oddziału SOLDIER.
Podczas misji do Nibelheim, w której brał udział także Zack Fair i Cloud Strife, Sephiroth odkrył prawdę o sobie, co doprowadziło go do szaleństwa i podpalenia wioski.To Jenova manipulowała nim, tak jak 2000 lat wcześniej rasą Cetra.Jenova omamia Sephirotha i ten uwierzył, że jest jego matką. Nie wiadomo, co się później z nim działo, ale najprawdopodobniej, dzięki interwencji Jenovy przeżył upadek w płynną energię Mako i ciężko ranny podjął leczenie w Strumieniu Życia, nic nie wiedząc o klonach powstających na jego podstawie. Po pewnym czasie dowiadujemy się, że jest on ukryty we wnętrzu Northern Cavern i oczekuje na uwolnienie. Kiedy Cloud Strife daje mu Czarną Materię, Sephiroth uwalnia się, budzą się Weapony, a on sam przywołuje Meteor mający zniszczyć planetę. Jednak nie udaje mu się to. Cloud Strife wraz ze swoją ekipą pokonują go w walce na dnie krateru, a Meteor zostaje zatrzymany i zniszczony przy pomocy Strumienia Życia.
- Zawód:		 SOLDIER First Class
- Wiek:		 Nieznany (Prawdopodobnie około 30 lat)
- Broń:	 Masamune (No-dachi)
- Wzrost:		 185 cm
- Data urodzenia:	 Nieznana
- Miejsce urodzenia: Shinra Mansion, Nibelheim
- Grupa krwi:	 Nieznana
- Jest leworęczny.

Nawet wśród elitarnych oddziałów SOLDIER, Sephiroth jest znany jako najlepszy. Dane dotyczące jego przeszłości są zamknięte w ściśle tajnych aktach przetrzymywanych przez Shinra, Inc. Jego olbrzymi miecz, którym tylko on potrafi władać, ma niezwykle niszczycielską moc. Zaginął w bitwie wiele lat temu, jego aktualne miejsce pobytu jest nieznane.

## Final Fantasy VII: Advent Children
Sephiroth w AC pojawia się kiedy Kadaj przechwytuje komórki Jenovy.
Kadaj podczas walki z Cloudem przegrywa, co zmusza go do Zjednoczenia (Reunion). W tym właśnie momencie możemy przypomnieć sobie tego potężnego wojownika. Cloud i Sephiroth toczą ze sobą długą walkę.

## Last Order: Final Fantasy VII
Film ten przedstawia wydarzenia z Nibelhelm. W szczególności zmianę Sephirotha, moment kiedy stał się "zły". Pokazana jest także różnica siły pomiędzy Sephirothem a Zackiem, członkiem elitarnej grupy SOLDIER. I także przypadkową, mogłoby się wydawać, przegraną Sephirotha w starciu z Cloudem.

## Kingdom Hearts
W serii Kingdom Hearts Sephiroth występuje dwukrotnie. W pierwszej części pojawia się na arenie w Olimpic Colloseum, jako największe wyzwanie dla gracza. W japońskiej reedycji: Kingdom Hearts: Final Mix jest dołączony film po tej walce, ukazujący powiązania Sephirotha z Cloudem. W Kingdom Hearts 2 Sephiroth pojawia się ponownie, domagając się spotkania z Cloudem, jednak wcześniej na pojedynek wyzywa Sorę. Sephiroth w Kingdom Hearts 2 wyjawia swoje powiązania z Cloudem.